# Cayetano Sarmiento
Cayetano Sarmiento (Arcabuco, Boyacá, 28 de marzo de 1987) es un ciclista colombiano. En 2019 corrió para el equipo colombiano de categoría Continental EPM.

## Biografía
En Colombia corrió para los equipos Colombianos EPM-UNE y Boyacá es Para Vivirla. Luego fue a Europa al ser fichado por el Acqua & Sapone, 
equipo Profesional Continental que participa en algunas carreras ProTour.
Ha tenido grandes participaciones en carreras como el Giro de Italia 2010. En esta etapa la de Montalcino en un trayecto destapado y en adoquin y bajo una fuerte lluvia, cumplió su rol de gregario que lo ha llevado a la gran boucle para posicionar a su jefe de filas Stefano Garzelli en los primeros lugares.
Esas buenas actuaciones llevaron a que Sarmiento llegue al ciclismo de primer nivel al ser contratado por el Liquigas-Cannondale para la temporada 2012.
Entre sus actuaciones más destacadas con el Cannondale se encuentra el premio de la montaña conseguido en el Critérium del Dauphiné 2012.
Desde el año 2015 el ciclista boyacense es integrante del equipo colombiano de categoría profesional continental el Colombia.
Para 2016 regresó al pelotón nacional para correr en el equipo EPM-UNE.

## Palmarés
2007
- 1 etapa de la Vuelta al Ecuador

2008
- Clásica de Anapoima
- Clásica de Marinilla

2009
- Girobio
- 2.º en el Campeonato de Colombia de Ruta sub-23
- 3.º en el Campeonatos Panamericanos en Ruta

2016
- 3.º en el Campeonato de Colombia en Ruta

## Resultados en Grandes Vueltas y Campeonatos del Mundo
| Carrera         | Carrera         | 2010 | 2011 | 2012 | 2013 | 2014 | 2015 | 2016 |
| --------------- | --------------- | ---- | ---- | ---- | ---- | ---- | ---- | ---- |
|                 | Giro de Italia  | 47.º | 33.º | —    | 91.º | —    | —    | —    |
|                 | Tour de Francia | —    | —    | —    | —    | —    | —    | —    |
|                 | Vuelta a España | —    | —    | 60.º | 57.º | —    | —    | —    |
| Mundial en Ruta | Mundial en Ruta | —    | —    | —    | Ab.  | —    | —    | —    |

―: no participa

Ab.: abandono

## Equipos
- Boyacá es Para Vivirla (2007)
- EPM-UNE (Amateur)(2008-2009)
- Acqua & Sapone (2010-2011)
- Liquigas/Cannondale (2012-2014)
  - Liquigas-Cannondale (2012)
  - Cannondale (2013-2014)
- Colombia (2015)
- EPM-UNE (2016)
- Boyacá Raza de Campeones (2017-2018)
- EPM (2019)